# Time to Destination
『Time to Destination』（タイム・トゥ・デスティネイション）は、日本の音楽グループEvery Little Thingの2ndアルバム。1998年4月15日にavex traxから発売された。

## 概要
- オリジナルアルバムとしては、前作の『everlasting』から、約1年ぶりのリリース。
- 2か月前に発売した、「Time goes by」を含むブレイク後のヒットシングル5作を含む内容ということもあり、1週目の初動売上だけで156万枚を記録、最終的にはユニット最大の売上となる352万枚（累計出荷枚数は400万枚以上）を記録[1]。
- アルバム売上歴代11位（オリジナルアルバムとしては歴代6位）。
- 同年大晦日の第40回日本レコード大賞で「ベストアルバム賞」、「アルバム大賞」を受賞した。

## 収録曲
- 全曲作詞・作曲・編曲：五十嵐充（特記以外）

1. For the moment (4:31)
4thシングル
森永製菓「ICE BOX」CMソング
2. 今でも･･･あなたが好きだから (4:47)
五十嵐が奥菜恵(奥菜バージョンの編曲は岩本正樹)に提供した同タイトル楽曲のカバー。
2016年8月の20周年記念ライブで久々に演奏されたが、その際のMCでデビュー前の段階でデモテープが既に存在していたこと、たびたびライブの演奏曲候補にあがるも却下されてきたことが明らかにされた。
3. Face the change (Album Mix) (4:22)
7thシングルのアレンジ
TOYOTA「HILUX SURF SSR-V」CFソング
テレビ朝日系『27時間テレビ 熱血チャレンジ宣言'97』オープニングテーマ（チャレンジver.）
4. Old Dreams (Instrumental) (0:22)
インストゥルメンタル曲。
バッハの「G線上のアリア」にインスパイアされている。
5. モノクローム (3:55)
6. All along (4:33)
作詞：持田香織・五十嵐充[2]
森永製菓「ICE BOX」CMソング
7. Hometown (4:30)
8. 出逢った頃のように (4:22)
5thシングル。
森永製菓「ICE BOX」CMソング
9. Shapes Of Love (4:55)
6thシングルの1曲目
テレビ朝日系 月曜ドラマ・イン『研修医なな子』主題歌
10. True colors (4:43)
11. Time goes by (Orchestra Version) (5:14)
Strings Arrange: Jerremy Labbock
8thシングルのオーケストラアレンジ。
TOYOTA「HILUX SURF SSR-V」CFソング
フジテレビ系列木曜10時ドラマ『甘い結婚』主題歌（1998年1月8日 - 同3月19日放送）
ソフトバンクモバイルCFソング[注釈 2]
エヌ・シー・ソフト ハートフルプライス（リネージュII・タワー オブ アイオン）CFソング[注釈 2]

## 参加ミュージシャン
Every Little Thing
- 持田香織：Vocal
- 伊藤一朗：Guitar
- 五十嵐充：Keyboard, Programming

Support Musician
- 桑島幻矢：Synthesizer, Programming (全楽曲)
- 鈴木英俊：Guitar (#1,#8)
- 加藤薫：Guitar (#2,#11)
- 広谷順子：Chorus (#2,#8)

## その他の収録アルバム (シングル曲除く)
- 今でも･･･あなたが好きだから
  - 『Every Ballad Songs』
- All along
  - 『Every Ballad Songs』